# جيم توبين
جيم توبين (بالإنجليزية: Jim Tobin)‏ هو لاعب كرة قاعدة أمريكي، ولد في 27 ديسمبر 1912 في أوكلاند في الولايات المتحدة، وتوفي بنفس المكان في 19 مايو 1969.

## وصلات خارجية
- جيم توبين على موقع دوري كرة القاعدة الرئيسي (الإنجليزية)
- جيم توبين على موقعبيزبول رفرنس.كوم (الدوري الرئيسي) (الإنجليزية)
- جيم توبين على موقعبيزبول رفرنس.كوم (الدوري الثانوي) (الإنجليزية)